# Lake Missoula

Karte des Nordwestens der Vereinigten Staaten während des Pleistozäns rund 14.500 Radiokarbon-Jahre (~17.500 Kalenderjahre) vor unserer Zeit

Der Lake Missoula ist ein prähistorischer See, dessen schlagartige Entleerung nach Brechen von Eisdämmen mehrfach das Gebiet im Nordwesten der heutigen Vereinigten Staaten maßgeblich formte.
Der Lake Missoula bildete sich in der letzten Kaltzeit als riesiger Gletschersee, als ein vorstoßender Gletscher den Clark Fork staute. In der Folge entstand ein See, der mit einer Ausbreitung von 7.700 Quadratkilometern und einer Gewässertiefe bis zu 610 Metern einem Binnenmeer glich.

## Fluten

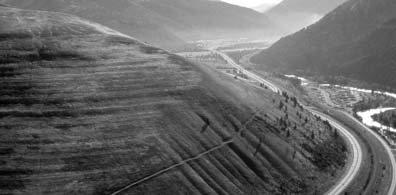
Die fossilisierten Ufer des Lake Missoula

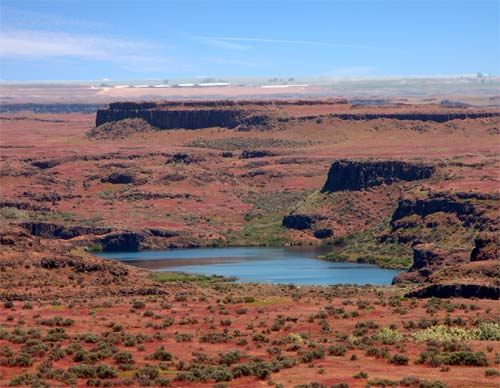
Scablands in Washington

Vor etwa 15.000 Jahren brach der Eisdamm, der das Wasser aufstaute, das erste Mal und erzeugte die erste der Missoula-Fluten. Innerhalb weniger Stunden entleerte sich der See und ergoss sich mit einer Geschwindigkeit von bis zu 105 km/h über das heutige Idaho, Washington (Channeled Scablands) und Oregon hinweg bis zum heutigen Portland. Dieser Prozess wiederholte sich nach Vermutungen von Wissenschaftlern vor 15.000 bis 13.000 Jahren über zwei Jahrtausende hinweg etwa 40-mal, mit jeweils ca. 55 Jahre langen Zwischenräumen, in denen sich der Lake Missoula wieder auffüllte.
Dadurch wurde die Landschaft von Idaho, Washington und Oregon maßgeblich geformt. Noch heute sind die Spuren dieser eruptionsartigen Seeentleerungen sichtbar, die in ihrer Folge eine zernarbte Landschaft mit beträchtlichen Kiesablagerungen hinterließen.